# Рогатый бастион
«Рогатый бастион» — советский фильм 1964 года, экранизация пьесы белорусского драматурга Андрея Макаёнка «Лявониха на орбите». Фильм был, по-видимому, перемонтирован и переозвучен, поскольку актёр Сергей Блинников, исполнивший в нём роль председателя колхоза, умер уже в 1969 году, однако, несмотря на это, в начальных титрах теперь указан 1974 год, а главный герой поёт в фильме «Песню крокодила Гены» Шаинского 1971 года.

## Сюжет
Колхозник Лявон Чмых личное хозяйство предпочитает общественному. Для любимой коровы Красули он даже пытается украсть сено из колхозного стога, а дочери отказывается дать согласие на свадьбу с зоотехником Мишей только потому, что молодые собираются жить в новом благоустроенном доме без приусадебного участка. А он-то надеялся, что в лице зятя приобретёт нового работника в своё обширное хозяйство! Обеспокоенный слухами о том, что приусадебные участки будут обрезать, он жалуется на «перегибщиков» в обком. Но визит приехавшего по его «сигналу» секретаря обкома приводит к совершенно непредвиденным для Лявона результатам…

## Сыграли эту историю
| Актёр | Роль                                 |
| --- | ------------------------------------ |
| Павел Кормунин | Лявон                                |
| Ольга Хорькова | Лявониха                             |
| Алексей Грибов | секретарь обкома                     |
| Сергей Блинников | председатель колхоза                 |
| Владимир Ратомский | Максим                               |
| Пётр Константинов | Глуздаков                            |
| Анна Обручева | Соня, дочь Лявона и Дявонихи         |
| Владимир Ферапонтов | Миша, жених Соньки                   |
| Роман Филиппов | Тисаков                              |
| Маргарита Криницына | Клава, соседка                       |
| Алексей Барановский | дед-плотник                          |
| Геннадий Овсянников | колхозник на собрании (нет в титрах) |
| Виктор Шрамченко, Мария Зинкевич, Игорь Лаптинский, Евгения Ковалёва, Евгения Кравченко, Елена Рынкович, Всеволод Былинский, Леонид Баранчик, Александр Белов, Юрий Галкин, Галина Толкачёва, Тамара Николаева, Ф. Щурбакова, Серафим Милицын | в эпизодах                           |

## Съёмочная группа
| Эту историю написал  | Андрей Макаёнок                              |
| Поставил фильм       | Пётро Василевский                            |
| Снял фильм           | Владимир Окулич                              |
| Сочинил музыку       | Михаил Марутаев (в титрах М. Муратаев)       |
| Художник-постановщик | Владимир Белоусов                            |
| Звукооператоры       | Василий Дёмкин, Николай Веденеев             |
| Режиссёр             | Р. Дзодзиева, Юрий Рыбчонок                  |
| Оператор             | Венедикт Орлов                               |
| Монтировали фильм    | Е. Аксененко, М. Стальмакова                 |
| Костюмы              | Алевтина Кавецкая                            |
| Грим                 | Валентин Антипов                             |
| Отредактировали      | Л. Пинчук, Максим Лужанин                    |
| Ассистент режиссёра  | Г. Глебко, Р. Шаталова                       |
| Ассистент оператора  | Михаил Комов, С. Грязнов                     |
| Ассистент художника  | И. Новиков                                   |
| Мультипликация       | Юрий Мильтнер, В. Преображенская, Л. Антонюк |
| Директоры            | Гарольд Вольский, С. Рабинов, Л. Чавкина     |

## Видеоматериалы
Шаблон:Видео